# Carolus Johannis Bröms
Carolus Johannis Bröms, född i Tuna socken, Medelpad, död där 1650, var en svensk präst och riksdagsman.

## Biografi
Carolus Johannis Bröms var son till kyrkoherden i Tuna, Johannes Caroli Bröms, samt sonson till Carolus Henrici. Han studerade vid universitet i Tyskland och blev 1622 sin fars adjunkt i Tuna. Under en tid var han skolmästare i Sundsvall och kapellan i Selångers socken. Fadern avled 1633 och han efterträdde då denne som kyrkoherde i sin födelseförsamling.
Bröms var herredagsman vid riksdagen 1649 vid vilken drottning Kristina lyckades genomdriva att hennes kusin Karl Gustav blev hennes tronföljare. Bröms var en av de präster som undertecknade ständernas förklaring i frågan.
Bröms första hustru var brorsdotter till Johannes Olai Anthelius och syster till Israel Martini i Dannemora socken. Med henne fick han sonen Hans Bröms som slog sig ner i Jämtland, Carl Bröms som slog sig ner i Bygdeå socken, Johan som var bosatt i Sköns socken, samt dottern Helena som var gift med Isak Olai Alstadius och mor till Carl Alstadius.